# Рангі й Папа
Рангі й Папа (або Рангінуї і Папатуануку) — в міфології полінезійського народу маорі батько-небо і мати-земля, що згадуються в легенді про створення світу.

## Походження
Існує багато версій легенд, в яких розповідається про походження і життя Рангі й Папа. Згідно з легендою племені Нгаї Таху з острова Південний, Рангі є сином Маку і його дружини Ма-хора-нуї-а-теа. Згодом Рангі, у якого було кілька дружин, став батьком багатьох нащадків, більшість з яких були божествами. Однією з його дружин стала Папа, дружина, що втекла від бога моря Тангароа, який, розсердившись на Рангі, поранив його в стегно списом (Dixon 1971:11).
Згідно з іншою версією, Рангі-потікі (ймовірно, мається на увазі Рангі) був сином Маку і Махора-нуї-а-рангі. Взявши в дружини Папа, Рангі-потікі став батьком численних божеств. Сама ж Папа з'явилася з первозданного моря.
В інших же легендах і зовсім відсутній опис походження Рангі й Папа (Dixon 1971:12), але дається докладний опис всіх дружин Рангі, яких було шість: Поко-ха-руа-те-по (маор. Poko-ha-rua-te-po; її дітьми стали Ха-нуї-о-рангі, Та-фірі-ма-теа і ціла серія вітрів, ритуалів, заклинань, кожен з яких був персоніфікований), Папа-ту-а-ну-ку (маор. Papa-tu-a-nu-ku; мати Рехуа, Тане, Паїа, Ту, Ронго, Ру та інших другорядних божеств), Геке-геке-і-папа (маор. Heke-heke-i-papa; мати Тама-нуї-а-рангі й низки інших божеств), Хоту-папа (маор. Hotu-papa) і ще дві дружини.
Хоча в легендах стверджується про існування кількох дружин, першорядне значення у маорі відігравала саме Папа, мати-земля.

## Роз'єднання Рангі й Папа
Відомості про створення світу в міфології маорі збереглися в місцевих благаннях, або каракія (маор. karakia), які передавалися усно з покоління в покоління. Згідно з ними, до того як з'явилося світло, існувала тільки ніч (маор. Te Po), до якої, в свою чергу, нічого не було крім порожнечі (маор. Te Kore). Ніч була нескінченно довгою і нескінченно темною: 
 Перше світло, яке існувало, було не більше, ніж смужка світла, що нагадує черв'яка, і коли сонце і місяць були створені, то не було ні очей, і нічого, що б побачило їх, не було навіть каїтіакі (маор. kaitiaki) або покровителів. Початок було створено з нічого.

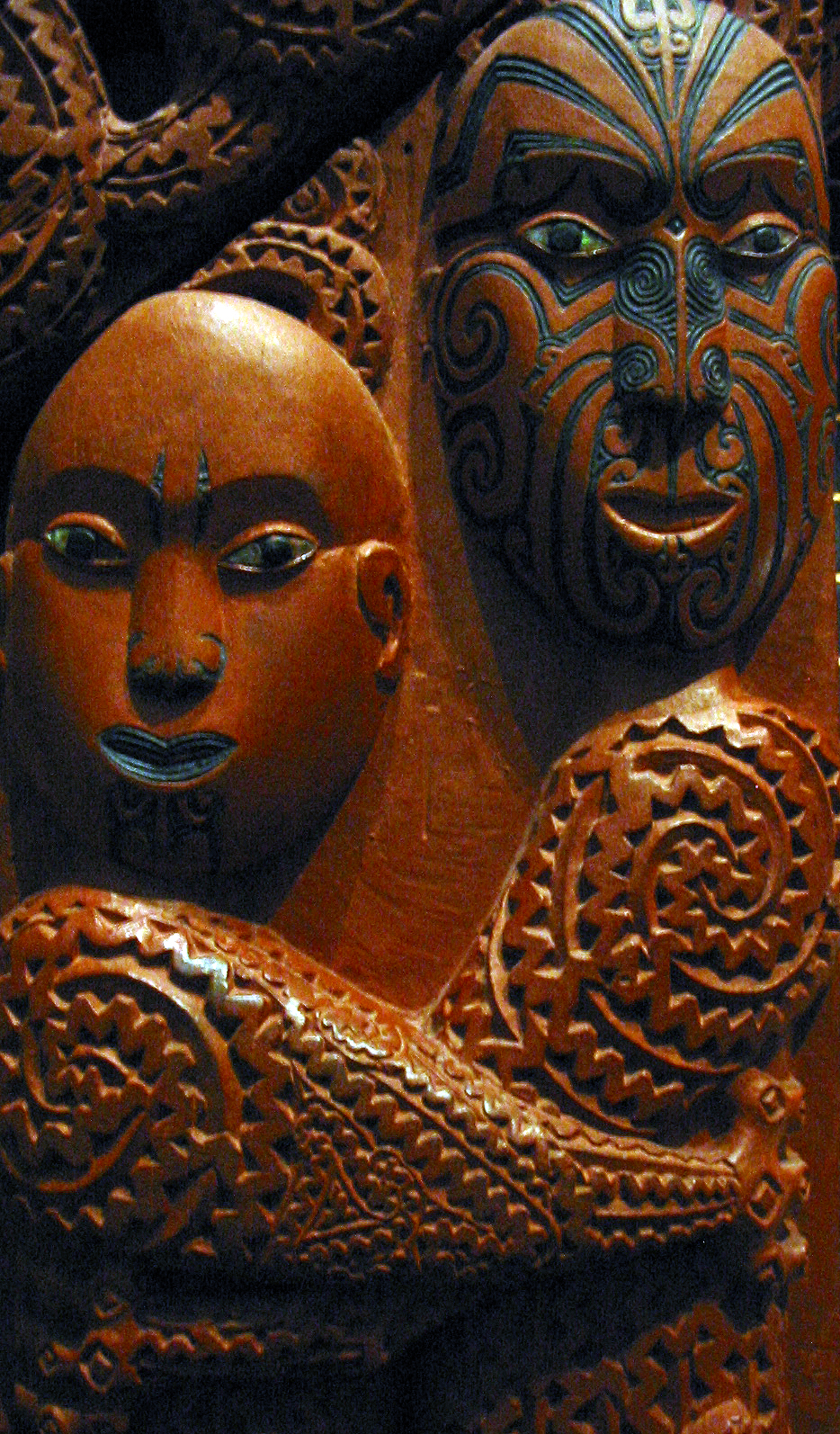
Зображення Рангі й Папа, що обнялися.

Згідно з однією з версій маорі, Рангі (маор. Rangi) або батько-небо, і Папа (маор. Papa) або мати-земля, були створені з ночі й порожнечі, які існували в темряві хаосу. Рангі, закохавшись у Папа, спустився до неї з небес, прикрасивши її голе тіло численними рослинами і деревами і створивши різних комах, риб та інших живих істот. Потім Рангі ліг на Папа, тісно обнявши її. У темряві між тілами Ранги і Папа згодом оселилися їхні нащадки чоловічої статі, зокрема численні боги (Dixon 1971:36). Небо все ще лежало на землі, і між ними не проникало світло. Існувало 12 небес, і найнижчий з них шар лежав на землі, роблячи її безплідною. Земля була покрита виткими рослинами і дрібними бур'янами, а в морі була тільки чорна вода, важка як ніч. Той час, коли існували ці речі, здавався нескінченним.
Згодом діти Рангі й Папа, виснажені тривалою темрявою і тіснотою, зібралися разом, щоб вирішити, що потрібно зробити з їхніми батьками, щоб опинитися на волі. «Чи повинні ми вбити їх, зарізати, або розділити нашого батька і матір?» — довго вони питали один одного. Зрештою, Туматауенга (маор. Tūmatauenga), найлютіший з нащадків, покровитель війни, сказав: «Добре. Давайте вб'ємо їх».
Але Тане (маор. Tāne), покровитель лісу, відповів: «Ні. Краще розділити їх, і зробити так, щоб Небо стояло високо над нами, а Земля лежала тут внизу. Зробимо так, щоб Небо було чуже нам, але дозволимо Землі залишатися близькою до нас, як нашій дбайливій матері».
Багато синів, і серед них Туматауенга, бачили справедливість і мудрість в цьому рішенні й погодилися з Тане. Але інші не погодилися, зокрема, покровитель вітрів і штормів Тафіріматеа (маор. Tawhirimatea), який боявся, що якщо його батьків роз'єднати, то його королівство буде повалене. Отже, в той час, коли всі сини дали свою згоду, Тафіріматеа мовчав і затамував подих. Довго ще брати обговорювали своє рішення. До кінця періоду часу, який не підвладний свідомості людини, вони вирішили, що Папа і Рангі повинні бути роз'єднані, і по черзі вони розпочали виконувати свою справу.
Першим почав Ронгоматане (маор. Rongomatane), покровитель оброблюваних людиною рослин. Він піднявся і силою спробував розсунути небеса і землю. Коли у Ронгоматане нічого не вийшло, наступним піднявся Тангароа (маор. Tangaroa), покровитель всіх мешканців моря. Він теж спробував роз'єднати батьків, але зазнав невдачі. Потім спробував Хауміа-тікетіке (маор. Haumia-tiketike), покровитель всіх не оброблюваних людиною диких рослин, але так само не мав успіху. І тоді скочив Туматауенга (маор. Tūmatauenga), покровитель війни. Він зробив зарубку в сухожиллі, що зв'язує небо і землю, що викликало кровотечу. Саме це дало життя червоному ґрунту священного кольору. Проте навіть Туматауенга, найлютіший з братів, з усією своєю силою не зміг розділити батьків. І тоді прийшла черга Тане (маор. Tane), покровителя лісів. Повільно, повільно, немов дерево каурі (новозеландська сосна, довжиною до 60 м), встав Тане між небом і землею. Спочатку він спробував зрушити їх своїми руками, але не зумів. І тоді він зробив паузу, і ця пауза тривала нескінченно довгий час. Після цього він сперся своїми плечима об Землю, а своїми стопами — об Небо. І скоро, хоча не зовсім скоро, оскільки час був величезний, Небо і Земля почали відступати одне від одного.
Батьки дітей закричали і запитали їх: «Навіщо ви чините цей злочин, навіщо ви хочете вбити любов ваших батьків?»
Великий Тане штовхнув з усією силою, тією, яка була силою зростання. Далеко під собою він натиснув на Землю. Далеко над собою він штовхнув Небо, і затримав його там. Сухожилля, яке пов'язувало їх, було дуже розтягнуте. Туматауенга підстрибнув і вдарив по зв'язках, які пов'язували їхніх батьків, і кров хлинула на землю. Сьогодні це коковаї (маор. kokowai), червона охра, змішана з маслом акул і використовувана для розмальовки тіла та обличчя, священна червона земля, яка була створена, коли на світанку часу пролилася перша кров.
Коли Рангі й Папа були розділені, простір між ними наповнився світлом, а по всьому світу були розкидані різноманітні божества, люди та інші нащадки, які до цього довгий час перебували в темному просторі між своїми батьками.

## Війна між богами
У той час як більшість дітей Рангі й Папа погодилися з розділенням батьків, Тафіріматеа, бог вітру і штормів, дуже розлютився. Він не міг стерпіти плачу своїх батьків, які опинилися далеко одне від одного, тому пообіцяв братам, що буде мститися їм. Для цього Тафіріматеа полетів до батька, щоб виховати на небі своїх нащадків: численні вітри. Для боротьби зі своїми братами, він зібрав цілу армію своїх дітей, в яку входили різноманітні вітри і хмари, зокрема рвучкі вітри, вихори, щільні хмари, урагани, шторми, дощ, серпанок і туман. Коли вітри показують свою силу, то всюди летить пил, а дерева бога Тане ламаються і падають на землю.
Коли Тафіріматеа нападає на океани, то утворюються величезні хвилі й вири, а бог моря Тангароа втікає в паніці. У Пунги (маор. Punga), сина Тангароа, є двоє синів: Ікатере (маор. Ikatere), батько риб, і Ту-ті-вехівехі (маор. Tu-te-wehiwehi), предок рептилій. Боячись атак Тафіріматеа, риби шукають притулку в морі, а рептилії в лісі. Через це Тангароа дуже злий на бога Тане, який прихистив дітей-утікачів. Тепер він мстить, перевертаючи каное і затоплюючи будинки, землі й дерева і несучи їх у відкритий океан.
Потім Тафіріматеа нападає на своїх братів Ронго і Хауміа-тікетіке, богів культивованих і не культивованих людиною рослин. Але їхній батько Папа ховає своїх дітей від гнівного брата в матері-землі. Наступною жертвою Тафіріматеа стає Туматауенга, але перед ним бог вітру виявляється безсилим. Стійко тримається і Туматауенга. Гнів спадає, і настає мир.
Туматауенга сильно образився на своїх братів, які не допомогли йому в протистоянні з Тафіріматеа. Щоб їм помститися, він сплів тенета для лову птахів, дітей Тане, які з тих пір не могли вільно літати по лісі. Потім Туматауенга зробив сіті з льону, які кинув в океан. Разом з ними він витягнув на берег дітей Тангароа. Також Туматауенга зробив мотику і сплів кошик. Викопавши із землі всі рослини з їстівними коренеплодами, він склав їх у кошик, а потім поклав на сонці, де всі вони засохли. Єдиним братом, якого він не покарав, був Тафіріматеа, чиї шторми і урагани досі нападають на людський рід.

## Туга Рангі й Папа
Після розділення Рангі й Папа, Тане вирішив прикрасити наготу свого батька численними зірками. Сонце і місяць в уявленнях маорі є нащадками Рангі, які згодом були розміщені на небі.
Однак батьки досі продовжують тужити одне за одним: Рангі плаче, і його сльози падають на Папа, показуючи, що він досі любить свою дружину. Туман же, який тягнеться від землі, є зітханнями Папа.

## Альтернативні імена Рангі й Папа

### Рангі
- Ракі (використовується на Південному острові)
- Рангінуї
- Рангі-потікі: можливо, одна з назв Рангі або близькоспорідненого божества.

### Папа
- Папатуануку